# Marian Abdi Hussein
Marian Abdi Hussein (nascida a 24 de julho de 1986) é uma política norueguesa nascida na Somália.

## Carreira política
Hussein foi vice-representante no Storting para o período 2017-2021. Mais tarde, foi eleita representante no Storting pelo círculo eleitoral de Oslo para o período 2021-2025, pelo Partido da Esquerda Socialista.

## Vida pessoal
Hussein nasceu na Somália a 24 de julho de 1986 e mudou-se para a Noruega quando tinha dez anos.